# Kruisabele
Kruisabele is een woonwijk in de  West-Vlaamse stad Brugge, behorend tot de stadswijk Sint-Jozef. Het werd in het laatste kwart van de 20e eeuw aangelegd als een wat afgezonderde woonwijk tussen Koolkerke, Dudzele en de Brugse binnenhaven.
De naam is in gebruik sinds circa 1800 en verwijst naar een toen in die omgeving gesitueerde herberg.
Deelgemeenten: Assebroek · Dudzele · Koolkerke · Lissewege · Sint-Andries · Sint-Kruis · Sint-Michiels

Zie ook: lijst van wijken en kernen in Brugge

Belgische gemeenten · Arrondissement Brugge · West-Vlaanderen · Vlaanderen